# Salvia divinorum
Salvia divinorum is een plant uit de lipbloemenfamilie (Lamiaceae of Labiatae).
De plant komt in het wild voor in het Mazatec gebergte te Oaxaca, Mexico, waar ze op schaduwrijke en vochtige plaatsen groeit. Het is niet duidelijk of S. divinorum een cultigen of een hybride is. De plant is een psychoactief middel en veroorzaakt sterke hallucinaties en werd hierdoor traditioneel gebruikt door de Mazatec-medicijnman.

## Beschrijving
Salvia divinorum heeft een vierkante, holle stengel. De bladeren zijn groen en hebben een grootte van zo'n 10 tot 30 cm. De plant kan tot 1 meter hoog worden. S. divinorum bloeit slechts zelden en maakt dan witte bloemen met paarse kelk aan. De gevormde zaden zijn echter niet of weinig kiemkrachtig. S. divinorum plant zich over het algemeen vegetatief voort door middel van ondergrondse uitlopers of doordat de planten omvallen en wortels aanmaken op de plaats waar het plantendeel in contact komt met de vochtige ondergrond.

## Toepassingen
De plant wordt al duizenden jaren bij religieuze rituelen van de Mazateken door hun medicijnmannen gekauwd. Door het kauwen ontstaat een langer aanhoudend maar milder effect dan bij het in het westen gebruikelijke roken. Het roken van salvia-extracten veroorzaakt dissociatie en intense, atypische hallucinaties. Het effect komt snel op in geval van roken, en duurt zo'n vijf tot tien minuten. De meeste gebruikers beschrijven de ervaring als prettig, soms zelfs spiritueel. Anderen vinden de ervaring daarentegen juist beangstigend en te intens. Frequent wordt als angstwekkend effect gemeld een (tijdelijk) gevoel van controleverlies waarbij de waarneming van de omgeving wegvalt en een neiging tot een soort blind, slaapwandelachtig bewegen de kop opsteekt (waardoor de gebruiker zich onbedoeld aan gevaren kan blootstellen) en ook elk gevoel voor hoogte en diepte verdwijnt: de gebruiker vreest dan in een tweedimensionaal vlak te zullen moeten worden opgenomen. Doordat het middel veelal legaal verkrijgbaar is, bestaat er met name voor nieuwe gebruikers een gevaar van het onderschatten van de intensiteit van de effecten.

## Farmacologie
De primaire actieve hallucinogene stof is salvinorine A, verder komt ook onder andere salvinorine B voor. Salvinorine A is een diterpenoïde met als chemische formule C23H28O8 en werkt als een potente κ-opioïde en D2 receptor agonist. Salvinorine A is werkzaam in dosissen vanaf 200 µg en is hierdoor het meest potente natuurlijke hallucinogeen.
De toxiciteit van salvinorine A is laag. Het kan echter wel leer- en geheugenstoornissen veroorzaken, althans in onderzoek bij ratten.

## Wettelijke status
Australië was het eerste land dat de handel in Salvia divinorum  (per 1 juni 2002) verbood. Een aantal Europese landen en een aantal Amerikaanse staten volgden. De plant is verboden in België sinds oktober 2006. In Nederland is de plant legaal verkrijgbaar in smartshops, vaak in generieke vorm, maar ook wel in vijf-, tien-, vijftien-, twintig- en extra sterke veertigvoudige extracten.

## Salvia divinorum in de media
In de loop van 2007 ontstond er een internet-hype rond het gebruik van Salvia divinorium, toen tieners in de Verenigde Staten en het Verenigd Koninkrijk de plant op betrekkelijk ruime schaal als een van de legal highs omarmden. Zij maakten video's van hun ervaringen en plaatsten die op YouTube.
Een en ander bleef vervolgens ook voor de klassieke massamedia niet lang onopgemerkt en er verschenen geleidelijk aan meer berichten over 'die wonderlijke YouTube-subcultuur van hallucinerende jongeren'.
Zo kwam de BBC bijvoorbeeld met een bericht, waarin ze een van die op YouTube geplaatste 'ervaringsvideo's' van een salviagebruiker citeerde: "Mijn lichaam voelde aan als een verfpalet dat tegen een stuk linnen gesmeten was en langzaam naar beneden droop."
"Het klinkt als een parodie op de geestverruimende hippies uit de jaren 60," aldus dit BBC-bericht, "maar een uitlating als deze is bepaald niet atypisch voor deze wonderlijke nieuwe subcultuur."